# Achirus declivis
Achirus declivis är en fiskart som beskrevs av Chabanaud, 1940. Achirus declivis ingår i släktet Achirus och familjen Achiridae. Inga underarter finns listade i Catalogue of Life.